# William Harding Jackson

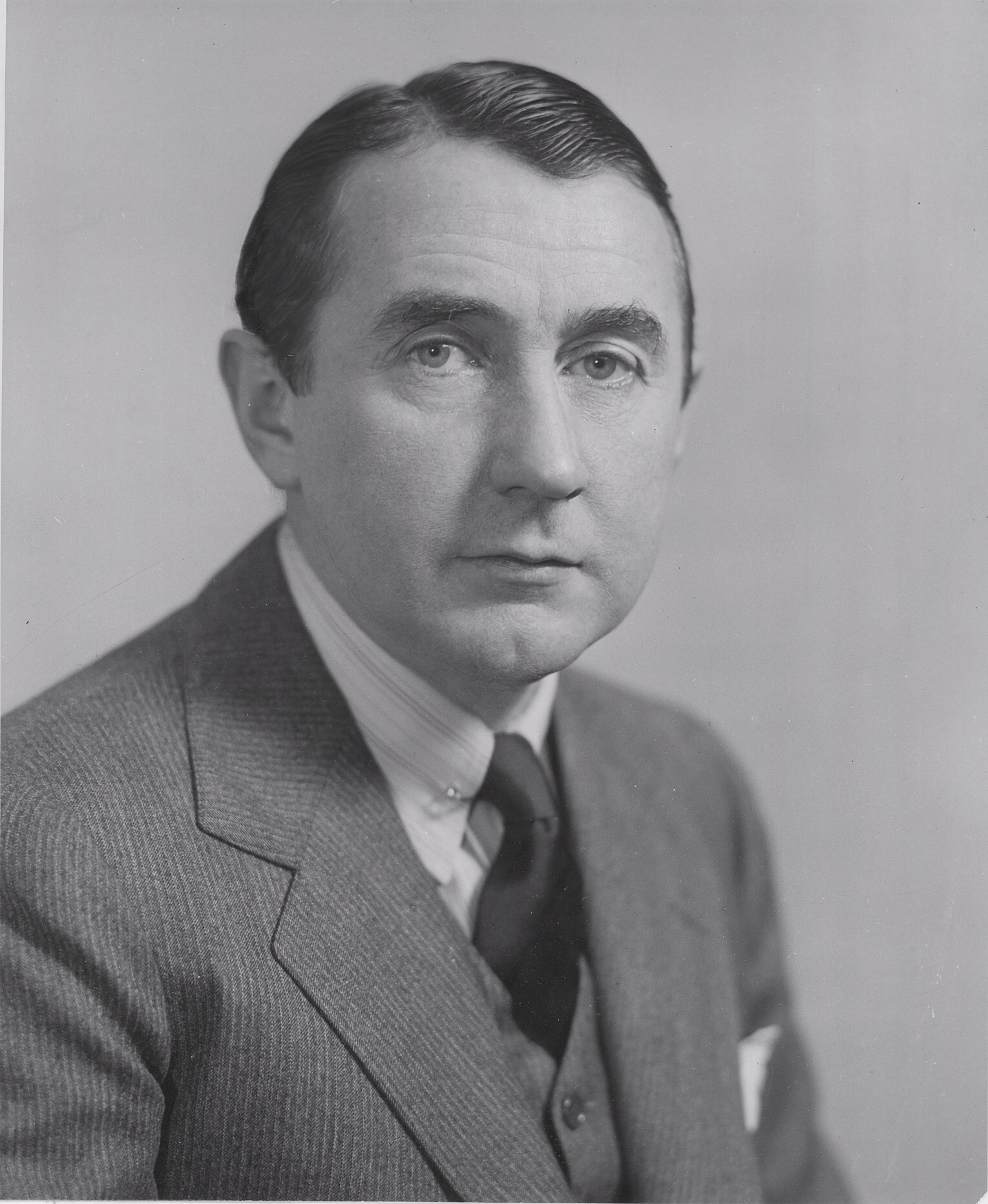
William Harding Jackson

William Harding Jackson (* 25. März 1901 in Belle Meade, Davidson County, Tennessee; † 28. September 1971 in Tucson, Arizona) war ein US-amerikanischer Rechtsanwalt, Oberst der US Army Air Forces und Investmentbankier, der nicht nur stellvertretender Direktor der Central Intelligence Agency (CIA), sondern auch kurzzeitig 1956 amtierender Nationaler Sicherheitsberater der Vereinigten Staaten war.

## Leben

### Studium, Rechtsanwalt und Zweiter Weltkrieg
Jackson stammte aus einer Familie, die seit der fünften Generation eine 5400 Acre große Plantage in Belle Meade betrieb. Sein Großvater William Hicks Jackson war ein Brigadegeneral der Konföderierten im Sezessionskrieg. Als sein gleichnamiger Vater im Juli 1903 verstarb, wurde er mit gerade zwei Jahren zu einem Drittel jüngster Erbe des Familienbesitzes, der 1907 verkauft wurde.
Nach dem Schulbesuch studierte er an der Princeton University und schloss dieses Studium 1924 mit einem Bachelor of Science (B.S.) abschloss. Ein anschließendes Studium der Rechtswissenschaften an der Law School der Harvard University beendete er 1928 mit einem Bachelor of Laws (LL.B.) und wurde anschließend nach seiner anwaltlichen Zulassung als Rechtsanwalt in der Anwaltskanzlei Cadwalader, Wickersham & Taft angestellt. Im Anschluss war er zwischen 1930 und 1947 Partner von Carter, Ledyard & Milburn, einer renommierten Anwaltskanzlei mit Hauptsitz auf der Wall Street.
Während des Zweiten Weltkrieges trat er 1942 als Hauptmann seinen Militärdienst im Nachrichtendienst der US Army Air Forces an. In dieser Funktion schlug er Admiral Ernest J. King, dem Chief of Naval Operations, einen Plan zur Beendigung des U-Boot-Krieges im Atlantischen Ozean vor, den dieser allerdings erbost zurückwies. Nachdem es allerdings in der Folgezeit bis 1944 zur Versenkung von 3500 alliierten Schiffen durch deutsche U-Boote gekommen war, wurden Teile seiner Planung auf Anweisung von Kriegsminister Henry L. Stimson übernommen.
Später wurde er als Vertreter des Office of Strategic Services (OSS) dem Europe Coastal Air Command zugewiesen, ehe er als Verbindungsoffizier von William Joseph Donovan, dem Leiter des OSS, beim britischen Auslandsnachrichtendienst Secret Intelligence Service (SIS) war. Zuletzt wurde er zum Oberst befördert und war als solcher G2-Offizier und stellvertretender Chef für Nachrichtendienste der von General Omar N. Bradley befehligten 12. US-Heeresgruppe im Supreme Headquarters Allied Expeditionary Force (SHAEF).

### Nationaler Sicherheitsberater
Nach dem Ende des Zweiten Weltkrieges nahm er seine Tätigkeit als Partner der Kanzlei Carter, Ledyard & Milburn wieder auf und wurde darüber hinaus Geschäftsführender Partner der 1946 gegründeten Risikokapitalgesellschaft J.H. Whitney & Company in New Canaan.
Am 18. August 1949 wurde er vom Exekutivsekretär des Nationalen Sicherheitsrat, Admiral Sidney William Souers, in den militärischen Nachrichtendienst zurückbeordert und General Walter Bedell Smith zugewiesen. Als dieser am 7. Oktober 1950 Direktor der CIA wurde, übernahm Jackson das Amt des stellvertretenden Direktors. Dieses Amt bekleidete er bis zu seiner Ablösung durch Allen Welsh Dulles am 3. Oktober 1951.
Anschließend unterzeichnete er einen Vertrag mit dem Weißen Haus als Sonderberater für nationale Sicherheit von US-Präsident Harry S. Truman und nahm diese Aufgaben auch gegenüber den nachfolgenden Präsidenten Dwight D. Eisenhower, John F. Kennedy, Lyndon B. Johnson und Richard Nixon bis zu seinem Tode war.
Im September 1956 wurde er amtierender Nationaler Sicherheitsberater der USA und übte dieses Amt bis zum 7. Januar 1957 aus. Später war er auch Vorsitzender des umstrittenen Jackson-Komitees, das sich mit der psychologischen Kriegführung in der US Army befasste.
Zuletzt lebte er auf einer Hazienda in Tucson, die mit Erinnerungsstücken aus dem Familiensitz in Belle Meade eingerichtet war.